# Неустрашиви учитељи страних језика
Неустрашиви учитељи страних језика су дечји музички састав из Александровца који је представљао Србију на Дечјој песми Евровизије 2006. у Букурешту. Освојили су пето место са песмом Учимо стране језике.
"Учитељи“ су Алекса, Александар, Далибор, Илија и Стефан, ученици александровачке основне школе „Аца Алексић". Састав су основали 2005. године, и након неколико школских приредби, победили на „Дечјој песми“ (српском националном избору) у центру „Миленијум“ у Вршцу 1. октобра 2006. Момци желе да наставе да се баве музиком и издају албум; кажу да слушају реп и српску (Рибљу чорбу, Бијело дугме, Негатив) и страну рок музику, и као узоре наводе Еминема, Ред хот чили пеперс, Ганс Ен Роузис, Токио хотел, и друге. Сви су рођени 1995. године и узимају часове енглеског језика, Александар тренира рукомет, а Стефан и Илија играју фудбал.
На „Дечјој песми“ победник је биран телегласањем и састав је победио са освојених 129 гласова. Песма је мешавина реп музике и дечјег фестивалског звука. Пратеће вокале су певале три девојчице из Београда, Бланка, Касја-Катарина и Ксенија, које су се са момцима упознале на самом избору у Вршцу.
Наступ „Неустрашивих учитеља“ је био прво самостално учешће Србије на Дечјој песми Евровизије. Освојили су 81 поен и пето место.